# Българска дългова криза (1958 – 1962)
Българската дългова криза от 1958 – 1962 година е дългова криза, поставила България пред значителен риск да не може да обслужва своя държавен дълг.
Причина за кризата е стопанската политика от предходните години, насочена към бърза индустриализация, финансирана до голяма степен с чужди, главно съветски кредити, и неспособността на българската икономика да постигне положителен търговски баланс. Натрупаният държавен дълг на България към 1960 г. достига 3 млрд. лева. След няколкогодишни опити за излизане от кризата с краткосрочни мерки, през 1962 година се стига до решение, като в противоречие със законодателството 90% от златния резерв (над 23,5 тона) на Българската народна банка е продаден и с получените средства е изплатена част от дълга.

## Опити за изход от кризата
Размерът на дълга в „капиталистическа валута“ към април 1960 година е 129 милиона долара, като 59% от тях се дължат на съветските „Ойробанк“ в Париж и „Москоу Народни Банк“ в Лондон, а други 8,3% – на Унгарската народна банка и лондонските клонове на Китайската банка и чехословашката Живностенска банка. Дългът към последните две банки на практика е прикрит кредит от „Москоу Народни Банк“ с цел заобикаляне на британските банкови регулации. Само 12,8% от дълга е към западни банки, главно западногермански и италиански. Тази структура на дълга дава възможности на правителството да лавира, споразумявайки се за различни отстъпки със съюзническите правителства.
Първите свидетелства за началото на кризата са вътрешни документи на Българската народна банка (БНБ) от ноември 1958 година, предупреждаващи за риск от невъзможност за обслужване на дълга в конвертируема валута през първата половина на следващата година. През следващите месеци неплатежоспособността се избягва с различни краткосрочни мерки, най-вече с рефинансиране на дълга с нови кредити от съветската „Госбанк“.
В началото на 1960 година БНБ вече говори за „близка реална опасност“ за частичен фалит още през февруари. Представители правят постоянни обиколки в Западна и Източна Европа в търсене на кредити, но през април председателят на „Госбанк“ директно им съобщава, че трайно решение на дълговата криза може да се търси само за сметка на вътрешни ресурси на България. През май е постигнато споразумение с „Госбанк“ за разсрочване на дълга към „Ойробанк“ и „Москоу Народни Банк“ при условие, че до края на 1962 година той бъде напълно изплатен. Обявени са планове за постигане на тази цел чрез увеличаване на износа и намаляване на вноса, но те са напълно нереалистични.
През октомври действително се стига до забавяне на плащания към западни банки, а към края на годината просрочените задължения са към 3,6 милиона долара. Обявяването на мораториум върху плащанията е избегнато с нов кредит от „Дойче банк“, който осигурява нуждите от валута за няколко месеца напред, но през септември 1961 година отново се стига до просрочени плащания.

## Продажба на златния резерв
До траен изход от кризата се стига с решението за погасяване на дълга да се използва златния резерв на БНБ. Банката поддържа част от своите резерви във вид на монетарно злато, като между 1944 и 1962 година количеството му варира между 22 и 26 тона. По традиция от началото на века златният резерв се смята за неприкосновен и по политически причини режимът дълго време отказва да го използва. Същевременно в края на 1958 година златото е предадено за съхранение на „Госбанк“ и е пренесено в Москва с аргумента, че в София би се намирало в опасност в случай на голяма война, включително с използване на ядрено оръжие.
Първото известно свидетелство за разглеждане на златния резерв като възможност за изход от кризата е записка на председателя на БНБ Кирил Несторов до Политбюро от началото на 1960 година. По това време е подготвено писмо от диктатора Тодор Живков и министър-председателя Антон Югов до съветския диктатор Никита Хрушчов, с което се иска разрешение „Госбанк“ да продаде намиращото се при нея злато за погасяване на плащания по дълга. То не е изпратено, поради намирането на други краткосрочни решения.
До продажба на златния резерв се стига в края на 1962 година. Точното тегло на продаденото на международните пазари злато, депозирано в „Госбанк“, е 20 153 479,84 грама. То е претопено по международния борсов стандарт и е продадено на пазарите в Лондон и Цюрих. Други 5878 килограма злато са оставени в залог в Унгарската народна банка през 1962 година срещу кредит от 10 млн. долара. След това същото злато е използвано като залог пред „Москоу Народни Банк“ за кредит, който БНБ отново не може да изплати и през 1964 година предпочита да продаде златото, вместо да плаща нарастващи лихви. Продажбите са осъществени с разрешение лично от Тодор Живков.
Към края на 1964 година златните резерви на БНБ са намалени до 2,159 тона. През следващите години те постепенно се възстановяват за сметка на производство на злато в страната, като през 1989 година достигат 31,846 тона.